# Future This
Albums de The Big Pink
A Brief History of Love
(2009)
Singles
1. Stay Gold
Sortie : 14 novembre 2011
2. Hit the Ground (Superman)
Sortie : 30 janvier 2012

Future This est le deuxième album du groupe anglais de rock électronique indépendant The Big Pink, publié le 16 janvier 2012, par 4AD.

## Liste des chansons
Toutes les chansons sont écrites et composées par Milo Cordell et Robbie Furze, sauf si annoté différent.
| No  | Titre                     | Auteur                                   | Durée |
| --- | ------------------------- | ---------------------------------------- | ----- |
| 1.  | Stay Gold                 | Cordell, Furze, Paul Epworth             | 3:38  |
| 2.  | Hit the Ground (Superman) | Cordell, Furze, Epworth, Laurie Anderson | 4:56  |
| 3.  | Give It Up                | Cordell, Furze, Epworth, Randle          | 4:49  |
| 4.  | The Palace                | Cordell, Furze, Epworth                  | 4:19  |
| 5.  | 1313                      |                                          | 5:52  |
| 6.  | Rubbernecking             | Cordell, Furze, Epworth                  | 3:27  |
| 7.  | Jump Music                |                                          | 4:38  |
| 8.  | Lose Your Mind            | Cordell, Furze, Epworth                  | 4:09  |
| 9.  | Future This               | Cordell, Furze, Daniel O'Sullivan        | 3:56  |
| 10. | 77                        |                                          | 4:43  |